# Kōshi Inaba
Kōshi Inaba (稲葉浩志, Inaba Kōshi, né le 23 septembre 1964 à Tsuyama, au Japon) est un chanteur, musicien, compositeur et parolier japonais, chanteur du populaire groupe de rock B'z.

## Biographie
Élève puis étudiant brillant, il termine troisième au concours national de mathématiques et devient un temps professeur de lycée. Cependant, sa vraie passion est la musique et son réel talent est le chant. Très influencé depuis sa jeunesse par les groupes anglophones tels que les Beatles, il a grandi en les prenant pour modèles.
C'est en 1988 que son destin s'accélère, lorsqu'il répond à l'annonce du guitariste Tak Matsumoto, lui-même à la recherche d'un chanteur. Rendez-vous est pris. C'est une révélation entre les deux hommes qui se comprennent immédiatement notamment dans leur rapport aux Beatles qu'ils se mettent à jouer et chanter ensemble.
Ils s'accordent pour faire de leur groupe un duo, Matsumoto composant la musique et jouant de la guitare, Inaba écrivant et chantant les textes. Jusque-là, Inaba ne s'était pas imaginé parolier, mais c'est Matsumoto qui le pousse à écrire, pressentant cette capacité chez son partenaire. Depuis, Inaba écrit tous les textes de B'z, le groupe qu'ils fondent en 1988 et qui vingt ans plus tard est devenu l'un des plus importants groupes de rock/pop-rock du Japon avec foule de records dont le plus grand nombre de disques vendus sur l'archipel.
S'il affirme, dans un documentaire à la chaîne NHK en 2008, n'être que le chanteur de B'z, Kōshi Inaba est tout de même un artiste à part entière qui a entrepris une carrière solo en 1997, avec son premier album Magma. Suivront Shian en 2002 et Peace of Mind en 2004, auquel a participé Stevie Salas.
Sa voix exceptionnelle crée un lien de parenté entre B'z et son œuvre personnelle, mais cette dernière se détache tout de même assez sensiblement de B'z, du fait de mélodies moins évidentes, de guitares moins présentes et d'une recherche vers d'autres lignes de chant.
Les paroles d'Inaba couvrent un spectre assez large. Elles peuvent être chargées de mélancolie et de regrets (Itsuka no Merry Christmas) comme elles peuvent être festives, énigmatiques et à forte connotation érotique (LADY NAVIGATION, juice, SPLASH!), elles sont la plupart du temps positives et optimistes (Samayoeru Aoi Dangan, IT'S SHOWTIME!!). Ces dernières années, Inaba semble prendre une certaine distance avec la société japonaise (SUPER LOVE SONG), toujours par évocations, le problème des "hikikomori", ces personnes restant cloîtrées chez elles sans sortir pendant des mois voire des années, étant un sujet reconnaissable (Kuroi Seishun).
L'amitié, la fraternité et la vie, qu'elle soit quotidienne ou une sensation, sont des thèmes aussi récurrents (Brotherhood, ROOTS, BUDDY). Il peut aussi lui arriver d'aborder le thème de la guerre (Ano Inochi Kono Inochi).
Kōshi Inaba présente souvent deux facettes étonnamment opposées. D'un tempérament calme et imperturbable, notamment dans les interviews où il est toujours impeccablement poli, il se transforme en une star du rock déchaînée lorsqu'il apparaît sur scène et souvent très drôle quand il s'adresse au public.
En novembre 2007, il a reçu l'honneur, avec Tak Matsumoto, de poser les empreintes de ses mains dans le ciment du Boulevard RockWalk de Los Angeles. Ils étaient accompagnés de leur ami Steve Vai qui les a invités en 1999 sur sa chanson Asian Sky de son album The Ultra Zone.
En 2009, Koshi Inaba participe au premier album solo de Slash, ex-guitariste de Guns N'Roses. Ensemble, ils sortent un single au Japon du nom de SAHARA que l'on retrouve sur la version japonaise de l'album . Initialement en japonais, cette chanson existe néanmoins dans une deuxième version en anglais, chantée aussi par Inaba, et disponible via i-tunes et sur la version canadienne de l'album .
En 2010, après la tournée Ain't No Magic avec B'z, il se consacre à nouveau à sa carrière personnelle et sort d'abord le single Okay puis son quatrième album, Hadou, auquel participe de nouveau Stevie Salas. La même année, Salas invite Inaba à chanter Police on my back des Clash, sur son album de reprises Jam Power. À l'été 2010, on retrouve Inaba en tournée à travers le Japon et on le voit faire une apparition quasi surprise lors du concert de Slash à Tokyo durant le festival Summer Sonic.
Inaba reprend sa carrière solo en 2014, en parallèle de Tak Matsumoto, alors qu'un nouveau single et un nouvel album de B'z se font attendre. Pour la première fois, il sort un single numérique en téléchargement légal, Nensho, dont le clip est aussi entièrement disponible sur Youtube. Le clip surprend par sa noirceur et l'absence du chanteur. Un mois plus tard, il réitère avec la ballade NAKINAGARA.

## Discographie en solo

### Albums
1. Magma (29 janvier 1997)
2. Shian (9 octobre 2002)
3. Peace of Mind (22 septembre 2004)
4. Hadou (18 août 2010)

### Singles
1. Tooku Made (16 décembre 1998)
2. KI (11 juin 2003)
3. Wonderland (14 juillet 2004)
4. Sahara (avec Slash, 11 novembre 2009)
5. Okay (23 juin 2010)

### Vidéo
- Inaba Koshi LIVE 2004 ～en～ (22 décembre 2004)